# Aeroporto di Forlì

Logo della SEAF, società che gestiva l'Aeroporto di Forlì.

L'Aeroporto di Forlì (IATA: FRL, ICAO: LIPK), intitolato all'aviatore forlivese Luigi Ridolfi, è ubicato nella prima periferia della città, tra i quartieri Ronco, Bussecchio e Carpena. Qui ha sede dal 1992 il 13º Nucleo elicotteri carabinieri.

Insieme all'Istituto tecnico tecnologico aeronautico "Francesco Baracca", alla Facoltà di Ingegneria aerospaziale dell'Università di Bologna, all'ENAV Academy e alle diverse scuole di volo presenti, costituisce il Polo Tecnologico Aeronautico di Forlì.
Lo scalo è stato chiuso tra il marzo 2013 e l'ottobre 2020. Ha ripreso i voli commerciali, con svariate destinazioni nazionali ed europee, il 29 ottobre 2020.

## Storia

### Gli inizi
Le prime attività di volo presso l'aeroporto risalgono al 1935, quando la Reale Unione Nazionale Aeronautica (RUNA) diede inizio ai propri corsi di pilotaggio.
L'inaugurazione ufficiale dell'Aeroporto di Forlì avvenne il 19 settembre 1936, tre mesi dopo il trasferimento in città del 30º Stormo B.T., equipaggiato di SM.81 prima e di SM.79 poi.
Venne utilizzato come aeroporto di varo e valutazione di numerosi aerei militari costruiti nei vicini stabilimenti di Predappio dell'allora Aeroplani Caproni S.A., come il Ca.164 e il Ca.603. In quegli anni il Ridolfi era il più grande aeroporto militare costruito in Italia, primato che pagò a caro prezzo qualche anno più tardi.
In seguito allo scoppio del secondo conflitto mondiale e all'entrata in guerra dell'Italia, l'aeroporto fu interessato da un'intensa attività militare. Venne utilizzato come scalo dai reparti della Luftwaffe diretti nel Mediterraneo e dai bombardieri BR.20 del 7º Stormo B.T. diretti in Jugoslavia. In seguito al riequipaggiamento del 30º Stormo B.T. e al suo trasferimento a Rodi, divenne sede del 105º Gruppo Aerosiluranti, sciolto poco dopo. Fu poi la volta del Nucleo Speciale d'Addestramento dell'Aeronautica Militare su Ju.88 e Cant Z.1007. Il 9 settembre 1943 le truppe tedesche presero il controllo dell'aviosuperficie e la resero base per gli StukaD3-5 del 2/NSGr.9. Dopo la liberazione di Forlì nel novembre 1944, all'aeroporto si insediò la Royal Air Force schierando gli Spitfire del 318th Squadron, i Boston IV e V del 232nd Wing e i Mosquito IX del 256th Squadron. Oltre a quella inglese, erano presenti anche le aviazioni sudafricana, australiana e polacca.
Terminato il conflitto, nel giugno 1945 i reparti alleati abbandonarono il presidio aeroportuale che si trasformò in deposito di mezzi militari in disuso.

### L'epoca dell'Aero Club
Il 22 luglio 1950 la scuola di volo dell'Aero Club "Luigi Ridolfi" di Forlì, nato sulle ceneri della RUNA, riprese le attività di volo ma solo sette anni dopo lo scalo fu aperto al traffico commerciale.
Nel frattempo il Ridolfi ospitò numerose manifestazioni aeree, come le dimostrazioni acrobatiche delle pattuglie del Cavallino Rampante (1957) e dei Diavoli Rossi (1958), e fu teatro di eventi aeronautici di rilievo come la partenza del raid Forlì-Kivo con i piloti Bellini e Torelli a bordo del loro Piper PA-20 I-EDEN (1962).
Il 28 aprile 1961 viene costituita la Società Esercizio Aeroporti di Forlì S.p.A. (SEAF).
Il 5 maggio 1963 il primo dei due incidenti aerei della storia dell'aeroporto: due Frecce Tricolori della Pattuglia Acrobatica Nazionale si scontrarono in volo durante un'esibizione, uno dei due piloti non riuscì ad eiettarsi prima dello schianto a terra. A perdere la vita fu il Serg. Magg. Colucci.
Il 10 dicembre 1979 la seconda tragedia: il LearJet dell'industriale Serafino Ferruzzi, in fase di atterraggio con scarsa visibilità, urtò a bassa quota un edificio e poi impattò contro una casa. Questa volta le vittime furono cinque.
Dal 1986 al 1990 si tennero cinque edizioni del Salone Internazionale dell'Aviazione; sempre nel 1990 su questa pista atterrò il più grande aereo mai visto al Ridolfi, il cargo Antonov An-124 Ruslan.
Nel 1996 l'Aero Club di Forlì, dopo la sesta ed ultima edizione del Salone dell'Aviazione, cessò le sue attività.

### La gestione SEAF S.p.A.

#### Il "decollo" della SEAF
Nel 2000 entra in funzione la rinnovata aerostazione dello scalo, supporto indispensabile all'incremento del traffico commerciale e passeggeri del primo decennio del ventunesimo secolo; nel maggio 2001 riceve il suo "battesimo" con il primo atterraggio a Forlì di un Boeing 747.
I sostanziali cambiamenti effettuati (principalmente strutturali) contribuiscono ad un vertiginoso aumento del traffico passeggeri, da 72 100 del 2001 a 708 681 del 2007.
Nel 2008 il numero dei passeggeri continua a crescere, raggiungendo quota 770 856, con un aumento del 9,3% rispetto all'anno precedente. In crescita anche il traffico commerciale aereo, che registra un +5,5% dei movimenti, rispetto al 2007.
Composizione azionaria della società di Gestione dell'Aeroporto, al 31/01/09, era così composta:
| Soci                   | Partecipazione |
| ---------------------- | -------------- |
| Comune di Forlì        | 48,0947%       |
| Regione Emilia-Romagna | 25,0262%       |
| Provincia Forlì-Cesena | 14,4510%       |
| CCIAA                  | 9,5778%        |
| Comune di Cesena       | 2,0000%        |
| Confindustria FC       | 0,8485%        |
| Altri soci             | 0,0018%        |

#### Il declino del traffico commerciale
Nel 2008 la SEAF si trova a gestire una trattativa cruciale della sua decennale attività. La compagnia irlandese low cost Ryanair, che già opera al Ridolfi con alcune rotte internazionali, progetta di fare dello scalo forlivese la propria base logistica nazionale: portare in porto il progetto significherebbe decuplicare il numero di passeggeri in transito e creare centinaia di nuovi posti di lavoro. La problematica situazione economica della società di gestione e la concorrenza dell'Aeroporto di Bologna-Borgo Panigale, sostenuto politicamente dalla Regione Emilia-Romagna secondo alcuni, mettono in crisi la realizzazione del progetto. Infatti, nel mese di luglio, dopo una lunga serie di trattative, una conferenza stampa annuncia sì la creazione della base nel marzo 2009, ma limitata ai soli voli nazionali: tutti i collegamenti internazionali in partenza ed arrivo dal Ridolfi saranno spostati sull'aeroporto bolognese. L'annuncio delle nuove tratte crea ulteriori problematiche a SEAF: alcune delle rotte previste dalla compagnia irlandese coincidono con quelle già effettuate dalla compagnia italiana Wind Jet, che minaccia di abbandonare lo scalo. La società di gestione bolognese incalza e le trattative con Ryanair deteriorano progressivamente fino alla definitiva rottura: il progetto della base non sarà realizzato e tutte le tratte verranno spostate su Bologna o Rimini. Dalla primavera 2009 il vuoto di voli viene colmato con una serie di nuovi collegamenti gestiti dalla stessa WindJet, presentati ufficialmente il 5 marzo a Riccione. La compagnia aerea stabilisce inoltre a Forlì la propria terza base, dove mantiene in aeroporto un Airbus in stazionamento. Tuttavia, la temporanea mancanza di voli sullo scalo dovuta all'avvicendamento fra Ryanair e WindJet, causa una forte discesa del numero di passeggeri trasportati nel relativo periodo.
In base al piano di sviluppo dell'aeroporto, nuove rotte vengono attivate sempre nella primavera 2009. La compagnia ungherese Wizz Air abbandona lo scalo bolognese per trasferirsi a Forlì, portando 3 nuove destinazioni: Varsavia e Katowice in Polonia e Cluj-Napoca in Romania. A queste si aggiungeranno, nella primavera del 2010, Breslavia (Polonia), Sofia (Bulgaria) e Budapest (Ungheria).
Si sommano ai collegamenti nazionali con Roma, Cagliari, Catania e Palermo e a quelli internazionali con Amsterdam, Berlino, Parigi, Londra, Bucarest, Copenaghen, Mosca (Domodedovo) e Praga. La società di gestione dell'aeroporto pensa inoltre di puntare sullo sviluppo del trasporto merci, con il progetto di costruire una "Cargo City".
Il 22 novembre 2010 la compagnia siciliana Wind Jet dichiara di voler spostare la base di Forlì a Rimini e, con essa, anche i voli per Amsterdam, Berlino, Bucarest, Copenaghen, Mosca-Domodedovo, Parigi, Praga, Catania e Palermo. Tale decisione diventa operativa nel mese di marzo 2011, inginocchiando definitivamente lo scalo forlivese.
Il 29 marzo 2013, ormai costretto alla chiusura, dallo scalo romagnolo decolla l'ultimo aereo, in partenza per Cluj-Napoca. 
Wizz Air si trasferisce nello scalo bolognese.

#### La liquidazione
Il 14 maggio 2012 la storica società di gestione dell'aeroporto viene messa in liquidazione. L'Ente Nazionale per l'Aviazione Civile (ENAC) emette un bando per la gestione dell'aeroporto. Data la mancanza di offerte alla scadenza del bando, l'ENAC posticipa la scadenza per ben due volte, senza esito positivo. Da qui la decisione di chiudere l'aeroporto. Il giorno 29 marzo 2013 alle ore 14:30 parte l'ultimo volo commerciale dalla pista del "Ridolfi". Nei primi giorni di aprile 2013 il liquidatore della società consegna in tribunale i libri per avviare la procedura fallimentare.

### La gestione Air Romagna S.P.A.
Nel mese di marzo del 2015 l'ENAC fornisce la certificazione necessaria per l'operatività dei voli passeggeri, per poi revocarla a marzo 2017.

### La nuova gestione F.A. s.r.l. e i primi voli
Nel novembre del 2018 viene firmata la concessione con la nuova società di gestione F.A. s.r.l. (presidente Giuseppe Silvestrini), a cui viene consegnata l’infrastruttura a seguito di un bando europeo vinto. Il 6 luglio 2020 FA ottiene da ENAC il Certificato di Aeroporto, il 22 ottobre 2020 il regolamento di scalo ed il 28 ottobre 2020 l'ENAC rilascia la certificazione di gestione per i servizi di handling.
Martedì 30 marzo 2021 con l'arrivo del volo Catania – Forlì e la partenza del Forlì – Catania, entrambi della Ego Airways (compagnia aerea italiana che ha già ufficializzato altre destinazioni quali Bari, Brindisi, Cagliari, Olbia e Lamezia Terme in Italia e Ibiza e Mykonos) il Ridolfi ha ufficialmente ospitato i primi voli commerciali della gestione F.A..
Mercoledì 31 marzo 2021 invece è stata la prima volta per Lumiwings, compagnia greca, che ha effettuato i voli Palermo – Forlì e Forlì – Palermo. Il vettore collegherà anche Forlì a Trapani a molte città dell'Est Europa (Lodz, Praga, Katowice, Arad, Odessa, Craiova) e alle isole greche Corfù, Cefalonia, Santorini, Rodi e Creta.
Le altre due compagnie che voleranno su Forlì sono Air Dolomiti e Air Horizont. Air Dolomiti è una compagnia italo-tedesca del gruppo Lufthansa che collegherà Forlì con Monaco di Baviera, hub strategico che consente di raggiungere circa 70 destinazioni intercontinentali. Air Horizont è invece un vettore iberico-maltese che ha già ufficializzato le rotte di Budapest, Bilbao e Amburgo.
Ego Airways, Lumiwings e Air Horizont saranno inoltre basate al Ridolfi. 

### Il ritorno di Ryanair
Nel luglio 2022 la compagnia low-cost irlandese Ryanair, dopo aver interrotto le attività nel 2008, comunica il suo ritorno all'Aeroporto Ridolfi con rotte verso Katowice e Palermo.

### La tratta di Georgian Airways
A marzo 2025 la compagnia di bandiera georgiana Georgian Airways annuncia una nuova rotta settimanale per Tbilisi, operata dal 24 aprile.

## Dati tecnici

### Pista
La pista è unica, in conglomerato bituminoso, lunga 2 560 metri e larga 45 metri.
La classificazione ICAO è di categoria 4D.
È orientata 116°-296°(12-30) e dotata dei sistemi ILS (Instrument landing system) cat. II e PAPI (Precision Approach Path Indicator).
Dotata di quattro raccordi principali che la collegano con il piazzale di sosta e di uno più piccolo per un piazzale di servizio (Taxiway A-B-C-D-E).
Aeroporto di Categoria antincendio 7 ICAO.

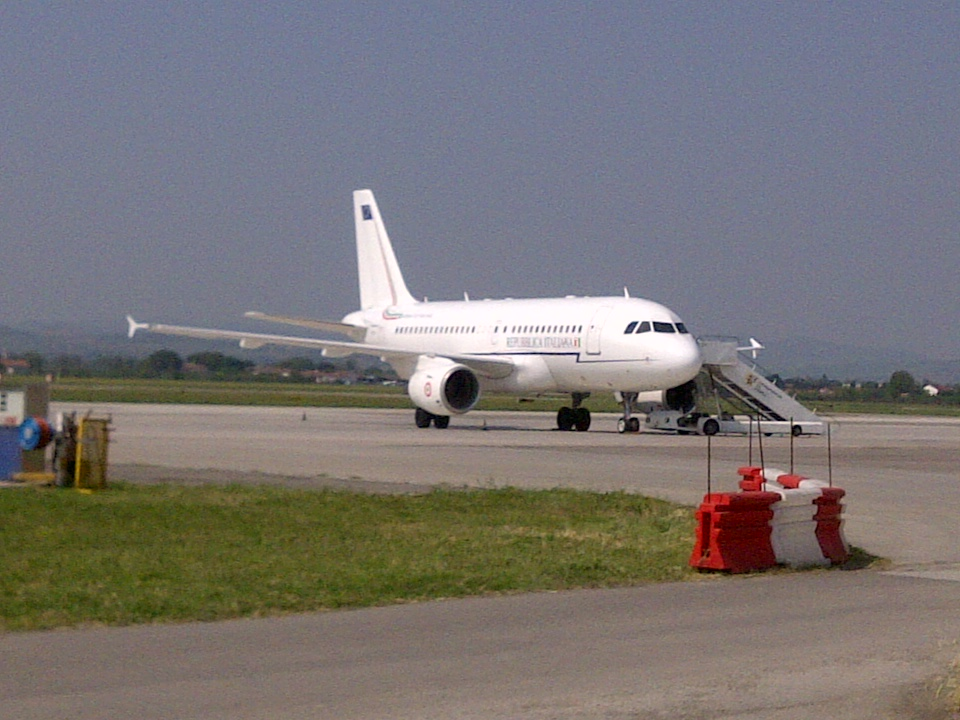
Un A319 dello Stato Italiano a Forlì

Ha un'area di stazionamento di 63 000 m², omologata con 7 parcheggi per velivoli commerciali (self manoeuvring).

### Infrastruttura
Il terminal partenze ha una zona accettazione con 7 sportelli check-in, 2 aree d'imbarco e 8 porte d’imbarco, disposti su un'area di 6 000 m².
Il terminal arrivi di 430 m² è munito di 3 nastri trasportatori bagagli. All'uscita del terminal risiedono gli sportelli delle agenzie di noleggio auto.
La zona parcheggio per auto conta 720 posti su una superficie di 19 000 m².

## Statistiche
Questo grafico non è disponibile a causa di un problema tecnico.
Si prega di non rimuoverlo.
Vedi la query Wikidata di origine.

### Statistiche mensili di traffico Passeggeri
|                     | 2004    | 2005    | 2006    | 2007    | 2008    | 2009    | 2010    | 2011    | 2012    | 2013   | 2021   | 2022   | 2023    | 2024    | 2025 |
| ------------------- | ------- | ------- | ------- | ------- | ------- | ------- | ------- | ------- | ------- | ------ | ------ | ------ | ------- | ------- | ---- |
| Gennaio             | 28 253  | 29 463  | 34 421  | 32 401  | 51 386  | 25 486  | 35 591  | 39 307  | 21 210  | 14 276 | -      | 2 107  | 10 344  | 6 713   |      |
| Febbraio            | 36 974  | 27 892  | 31 110  | 34 523  | 49 362  | 19 906  | 27 520  | 33 529  | 13 347  | 10 477 | -      | 66     | 9 941   | 6 925   |      |
| Marzo               | 38 845  | 41 391  | 38 995  | 47 897  | 63 416  | 26 130  | 37 904  | 39 292  | 21 123  | 15 064 | -      | 448    | 10 459  | 9 615   |      |
| Aprile              | 32 857  | 50 199  | 56 088  | 65 570  | 69 826  | 48 965  | 48 580  | 27 538  | 26 956  | 68     | -      | 1 848  | 10 402  | 8 139   |      |
| Maggio              | 160 332 | -       | 56 742  | 66 096  | 75 237  | 47 121  | 58 512  | 25 562  | 24 306  | -      | -      | 2 230  | 9 215   | 9 456   |      |
| Giugno              | 184 213 | 60 936  | 62 866  | 70 884  | 81 908  | 48 608  | 61 857  | 25 562  | 25 725  | -      | -      | 2 725  | 12 754  | 13 116  |      |
| Luglio              | 66 655  | 65 633  | 70 373  | 76 172  | 90 718  | 56 970  | 73 876  | 29 595  | 29 545  | -      | -      | 12 126 | 18 392  | 17 244  |      |
| Agosto              | 71 675  | 63 918  | 75 078  | 76 149  | 98 545  | 77 160  | 86 377  | 30 386  | 29 733  | -      | 9 643  | 16 363 | 17 012  | 18 696  |      |
| Settembre           | 64 130  | 55 663  | 67 230  | 63 721  | 84 381  | 58 086  | 67 553  | 30 525  | 24 865  | -      | 4 133  | 21 875 | 12 248  | 17 360  |      |
| Ottobre             | 53 418  | 46 009  | 53 462  | 62 480  | 63 922  | 40 477  | 57 943  | 26 798  | 15 811  | -      | 1 324  | 13 980 | 9 939   | 8 753   |      |
| Novembre            | 34 464  | 32 185  | 35 964  | 54 251  | 26 170  | 32 885  | 38 220  | 18 676  | 12 711  | -      | 1 040  | 10 272 | 7 175   | 7 282   |      |
| Dicembre            | 38 543  | 36 375  | 36 192  | 58 537  | 24 000  | 42 150  | 46 933  | 19 555  | 16 607  | -      | 2 566  | 10 570 | 7 102   | 9 811   |      |
| TOTALE              | 810 359 | 565 341 | 618 521 | 708 681 | 778 871 | 523 944 | 640 866 | 346 325 | 261 939 | 39 885 | 29 818 | 94 610 | 134 983 | 133 110 |      |
| Fonte: Assaeroporti |         |         |         |         |         |         |         |         |         |        |        |        |         |         |      |

## Collegamenti da e per l'aeroporto
L'aeroporto è servito da autolinee:
- Start Romagna che con la Linea 7 lo collega al centro della città, al terminal autobus urbani/suburbani/extraurbani e alla linea Adriatica della Rete Ferroviaria Italiana, tramite la Stazione di Forlì.

L'aeroporto è raggiungibile da:
- Autostrada A14 (Italia) casello uscita di Forlì
- Strada statale 3 bis Tiberina uscita Cesena via Emilia
- Strada statale 727 Tangenziale di Forlì uscita Bussecchio
- Strada statale 9 Via Emilia

L'aeroporto dista:
- 4 km dal centro storico di Forlì
- 76 km da Bologna
- 35 km da Imola
- 19 km da Faenza
- 31 km da Ravenna
- 17 km da Cesena
- 58 km da Rimini
- 32 km da Cervia-Milano Marittima e 39 km da Cesenatico (Riviera romagnola)